# Œuf de cent ans
 (octobre 2023).
Si vous disposez d'ouvrages ou d'articles de référence ou si vous connaissez des sites web de qualité traitant du thème abordé ici, merci de compléter l'article en donnant les références utiles à sa vérifiabilité et en les liant à la section « Notes et références ».
L'œuf de cent ans est un mets chinois (chinois simplifié : 皮蛋 ; pinyin : pídàn, littéralement « œuf dans la peau ») qui s'obtient en laissant vieillir un œuf dans des conditions très particulières. Ces conditions amorcent un processus chimique qui change sa texture, sa couleur et son goût.

## Préparation
Il s'agit le plus souvent d'un œuf de cane, plus rarement de poule ou de caille, que l'on a conservé dans un mélange de boue riche en chaux, de riz paddy, de cendre, de sel et de feuilles de thé pendant quelques semaines ou quelques mois, selon la méthode de préparation. Pour les œufs de cent ans de caille, la méthode de préparation peut être différente : les œufs peuvent être placés entre 17 et 18 jours dans un liquide de macération.
Le jaune d'œuf devient vert foncé et de texture crémeuse avec une forte odeur de soufre et d'ammoniac, alors que le blanc devient brun foncé et translucide comme une gelée, mais avec peu de saveur. La transformation de l'œuf de cent ans a lieu grâce aux éléments basiques de l'œuf qui augmentent graduellement le pH de 9 à 12 (ou plus). Ce processus chimique transforme les protéines et gras sans goût en des éléments plus simples mais avec une forte saveur (dissociation moléculaire).

## Histoire
Selon l'Histoire de Yiyang, au début de la dynastie Ming, dans le district de Yiyang, une cane aurait pondu un œuf dans un tas de chaux. Découvert deux mois plus tard, une fois l'œuf ouvert, le blanc et le jaune avaient gélifié.
Lorsque les Occidentaux découvrirent cet aliment, ils pensaient à tort que l'œuf avait noirci après une très longue conservation, c'est pourquoi ils lui donnèrent le nom d'« œuf de cent ans ».
Dans la médecine chinoise, l'œuf de cent ans est de nature « froide », donc il est recommandé de le consommer avec du vinaigre et/ou du gingembre.
Dans le jeu Fort Boyard, ce mets est régulièrement proposé comme dégustation dans les épreuves du chef Willy.

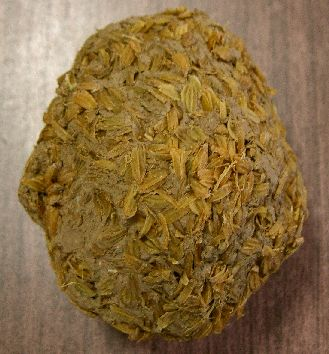
Couvert de balle de riz.
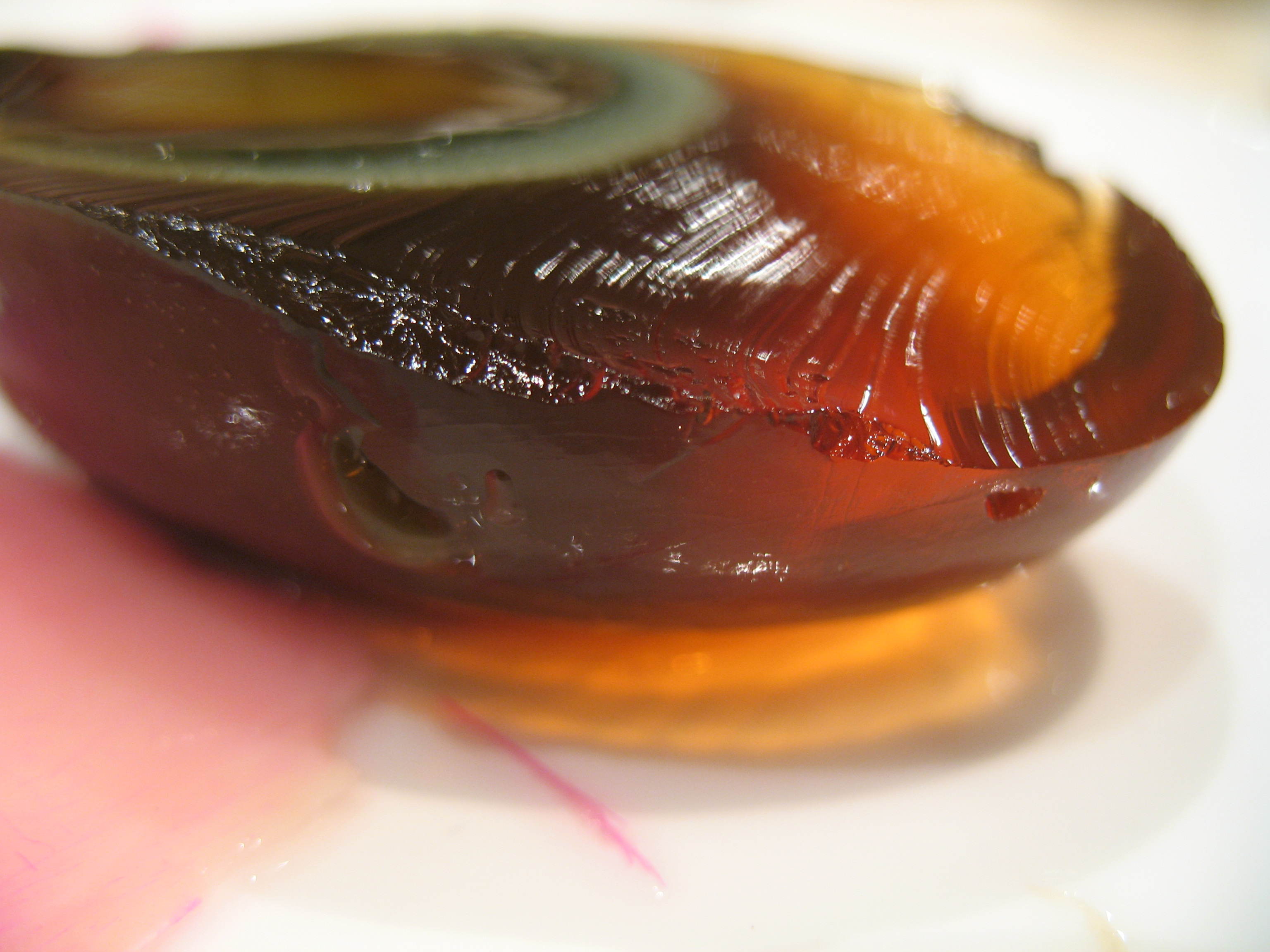
Le blanc est ocre transparent.
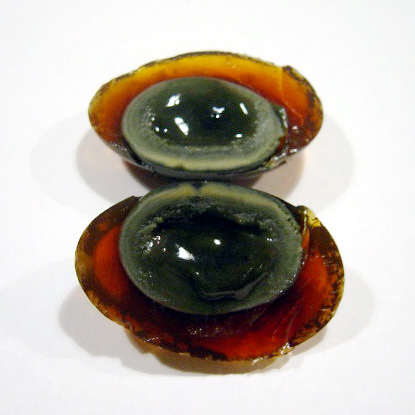
Les jaunes sont verts.
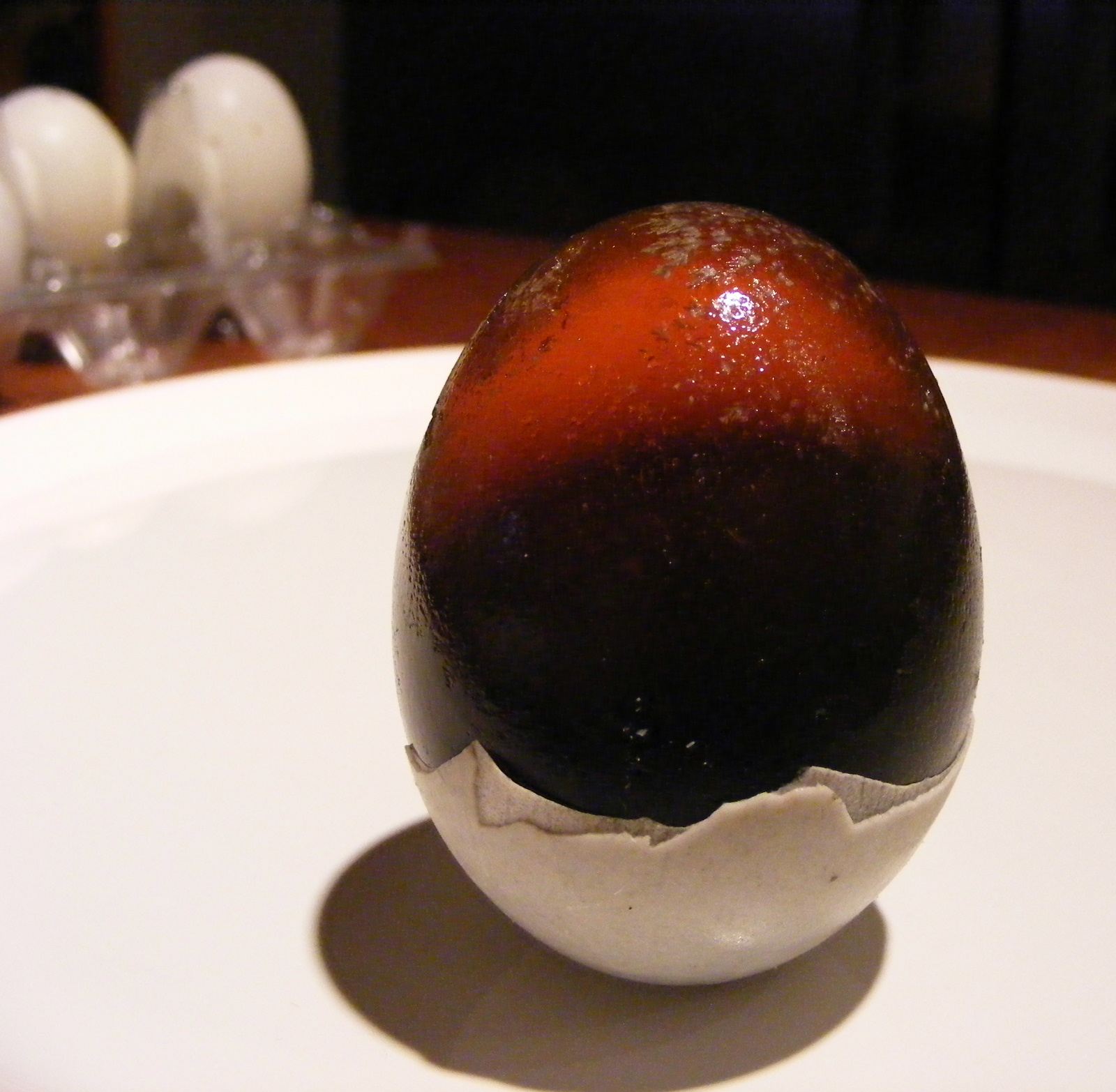
Présenté dans sa coque.